# Parit (Sungai Gelam)
Parit is een bestuurslaag in het regentschap Muaro Jambi van de provincie Jambi, Indonesië. Parit telt 2000 inwoners (volkstelling 2010).